# 埃爾克斯普林斯 (科羅拉多州)
埃爾克斯普林斯（英語：Elk Springs）是位於美國科羅拉多州莫弗特縣的一個非建制地區。該地的面積和人口皆未知。

## 地理
埃爾克斯普林斯的座標為40°21′20″N 108°26′24″W / 40.35556°N 108.44000°W，而該地的平均海拔高度為1944米（即6378英尺）。